# Crottet

Crottet este o comună în departamentul Ain din estul Franței.